# Az ördög álarcosbálja
Az ördög álarcosbálja a Syrius magyar együttes első nagylemeze, amely 1971-ben jelent meg, először Ausztráliában, Devil's Masquerade címmel.

## Története
A dalok angol szövegét Charlie Fischer írta. Az együttes egyéves ausztrál koncertturnéja után visszatért Magyarországra. Ezután felmerült a lehetőség, hogy a lemez megjelenik magyarul is, de ez különböző okok miatt meghiúsult. A lemez végül 1972-ben jelent meg Magyarországon, angolul, Az ördög álarcosbálja címmel mindössze 5000 példányban. 1981-ben a "Krém" sorozatban újra kiadták, de eredeti borítója helyett egy eszköztelen tasakban. Az együttesnek ebben a felállásban több hivatalos lemeze nem jelent meg.
A nagylemez anyagát 1993-ban CD-n is kiadták (Hungaroton-Gong HCD 17493). A Crooked Man és az In the Bosom of a Shout című dalokat alternatív verzióként instrumentálisan 1973-ban itthon is rögzítették egy rádiófelvételen.

## Számok listája

### A oldal
1. Concerto for a Three-Stringed Violin and Five Mugs of Beer – Koncert háromhúros hegedűre és öt korsó sörre – (Pataki László – Orszáczky Miklós) - 2'38"
2. Crooked Man – Hitvány ember – (Pataki László – Charles Fischer) – 6'55"
3. I've Been This Down Before – Voltam már azelőtt… – (Pataki László – Charles Fischer) – 4'27"
4. Devil's Masquerade – Az ördög álarcosbálja – (Pataki László – Charles Fischer) – 5'34"

### B oldal
1. Psychomania – (Orszáczky Miklós – Charles Fischer)  – 5'44"
2. Observations of an Honest Man – Egy becsületes ember észrevételei – (Orszáczky Miklós – Charles Fischer) – 1'46"
3. In the Bosom of a Shout – Egy kiáltás méhében – (Ráduly Mihály – Charles Fischer) – 8'53"

## Közreműködtek
- Baronits Zsolt – alt- és tenorszaxofon, vokál
- Orszáczky Miklós – ének, basszusgitár, bőgő, hegedű, akusztikus gitár, vokál
- Pataki László – zongora, orgona
- Ráduly Mihály – alt- és tenorszaxofon, fuvola, piccolo
- Veszelinov András – dob, vokál

## Kiadások
| Év   | Kiadó      | Formátum | Katalógus szám | Megjegyzések |
| ---- | ---------- | -------- | -------------- | --- |
| 1971 | Spin       | LP       |                | Angol nyelven. A Festival Recording Studios (Ausztrália) felvétele. Promóciós céllal kislemez is megjelent Ausztráliában.                                               |
| 1972 | MHV Pepita | LP       | (S)LPX 17439   | Az eredeti verzióból mindössze 5000 példány jelent meg Magyarországon. A dalokat magyarul tüntették fel a lemez címkéjén, ám a felvételek angol nyelvű.                 |
| 1981 | MHV Krém   | LP       | SLPX 17439     | Az 1972-es hangfelvétel technikailag korszerűsített változata. A hanglemez egyenborítóval jelent meg, a dalokat pedig már angol nyelven tüntették fel a lemez címkéjén. |
| 1993 | MHV Gong   | CD       | HCD 17439      | Az album az 1972-ben megjelent album borítójával jelent meg. |